# Seabourn Sojourn
Die Seabourn Sojourn ist ein Kreuzfahrtschiff der zur Carnival Corporation gehörenden Seabourn Cruise Line. Das Schiff ist das zweite der aus drei Einheiten bestehenden Odyssey-Klasse.

## Geschichte
Das Schiff wurde unter der Baunummer 63 auf der Werft T. Mariotti in Genua gebaut. Der Bauvertrag wurde am 31. Januar 2007 geschlossen. Die Kiellegung des Schiffes erfolgte am 30. Juni 2008. Der Rumpf wurde auf der Werft Ci.Mar Costruzioni Navali in San Giorgio di Nogaro gebaut und anschließend zur Mariotti-Werft geschleppt, wo das Schiff fertiggestellt und ausgerüstet wurde. Abgeliefert wurde es am 28. Mai 2010.
Die Taufe des Schiffes erfolgte am 4. Juni 2010 in London. Taufpatin war das frühere britische Fotomodell Twiggy.
Im März 2025 wurde bekannt, dass die Seabourn Sojourn wie auch ihr Schwesterschiff Seabourn Odyssey an die japanische Mitsui O.S.K. Lines zum Einsatz unter ihrer Marke Mitsui Ocean Cruises verkauft wurde. Sie soll bis zum Termin der Übernahme am 15. Mai 2026 weiter für die Seabourn Cruise Line fahren und dann unter dem Namen Mitsui Ocean Sakura eingesetzt werden.

## Technische Daten und Ausstattung
Der Antrieb des Schiffes erfolgt dieselelektrisch. Die Propulsion erfolgt durch zwei Elektromotoren, die auf zwei Festpropeller wirken. Für die Stromerzeugung stehen fünf Dieselaggregate mit insgesamt 23.801 kW Leistung zur Verfügung. Das Schiff ist mit zwei Bugstrahlrudern sowie Stabilisatoren ausgestattet.
Das Schiff verfügt über elf Decks, von denen zehn für Passagiere zugänglich sind (auf den unteren beiden Passagierdecks, Deck 2 und Deck 3, sind für Passagiere allerdings nur die Badeplattform am Heck des Schiffes sowie die Krankenstation zugänglich). An Bord ist Platz für 450 Passagiere, die in 225 Kabinen untergebracht werden können. Alle Kabinen sind Außenkabinen und etwa 90 % der Kabinen verfügen über einen eigenen Balkon.

## Sonstiges
Das Schiff wurde 2010 von der European Cruiser Association in der Kategorie „Bestes neues Kreuzfahrtschiff“ mit dem „Silver Award“ ausgezeichnet. 2011 wurde das Schiff von Cruise Critic mit dem „Editors’ Picks Award“ zusammen mit dem Schwesterschiff Seabourn Quest als „Branchenbester für Spa-Liebhaber“ und alle drei Schiffe der Odyssey-Klasse als „Branchenbester im Bereich Luxus“ ausgezeichnet. 2016 gewann das Schiff den „Porthole Cruise Magazine Readers’ Choice Award“ in der Rubrik „Bestes Kleinschiff“.